# 庫季 (舒姆西克區)
50°11′50″N 26°3′27″E / 50.19722°N 26.05750°E
庫季（烏克蘭語：Кути），是烏克蘭的村落，位於該國西部捷爾諾波爾州，由克列梅涅茨區負責管轄，始建於1850年，面積3.070平方公里，2003年人口567，人口密度每平方公里181.76人。